# Bulbophyllum schmidtianum
Bulbophyllum schmidtianum là một loài phong lan thuộc chi Bulbophyllum.